# Lista de estações fechadas do Metrô de Nova Iorque

## Estaçõespermanentemente fechada, mas ainda existem
| Estações       | Divisão | Linha     | Bairro                         | Aberta                | Fechada                 | Ex serviços | Comentários |
| -------------- | ------- | --------- | ------------------------------ | --------------------- | ----------------------- | ----------- | ----------- |
| 18th Street    | A (IRT) | Manhattan | Lexington Avenue Line          | 27 de outubro de 1904 | 8 de novembro de 1948   |             |             |
| 91st Street    | A (IRT) | Manhattan | Broadway – Seventh Avenue Line | 27 de outubro de 1904 | 2 de fevereiro de 1959  |             |             |
| City Hall Loop | A (IRT) | Manhattan | Lexington Avenue Line          | 27 de outubro de 1904 | 31 de dezembro de 1945  |             |             |
| Court Street   | B (IND) | Brooklyn  | Fulton Street Line             | 9 de abril de 1936    | 1 de junho de 1946      |             |             |
| Myrtle Avenue  | B (BMT) | Brooklyn  | Fourth Avenue Line             | 22 de junho de 1915   | julho de 1956           |             |             |
| South Ferry    | A (IRT) | Manhattan | Broadway – Seventh Avenue Line | 1 de julho de 1918    | 16 de março de 2009     |             |             |
| South Ferry    | A (IRT) | Manhattan | Lexington Avenue Line          | 10 de julho de 1905   | 13 de fevereiro de 1977 |             |             |
| Worth Street   | A (IRT) | Manhattan | Lexington Avenue Line          | 27 de outubro de 1904 | 1 de setembro de 1962   |             |             |

## Estações com plataformas fechadas
Essas estações estão atualmente em operação, mas conter plataformas abandonadas ou ao lado ou no outro nível das plataformas abertas.
| Estações                                  | Divisão | Linha     | Bairro                         | Aberta                 | Fechada                 | Ex serviços | Comentários |  |
| ----------------------------------------- | ------- | --------- | ------------------------------ | ---------------------- | ----------------------- | ----------- | ----------- |  |
| Second Avenue                             | B (IND) | Manhattan | Second Avenue Line             | 1 de janeiro de 1936   |                         | none        |             |  |
| Ninth Avenue                              | B (BMT) | Brooklyn  | Culver Line                    | 16 de março de 1919    | 10 de maio de 1975      |             |             |  |
| 14th Street – Union Square                | A (IRT) | Manhattan | Lexington Avenue Line          | 27 de outubro de 1904  |                         |             |             |  |
| 42nd Street – Port Authority Bus Terminal | B (IND) | Manhattan | Eighth Avenue Line             | 10 de setembro de 1932 | março de 1981           |             |             |  |
| 59th Street – Columbus Circle             | B (IND) | Manhattan | Eighth Avenue Line             | 10 de setembro de 1932 | 1981                    |             |             |  |
| 96th Street                               | A (IRT) | Manhattan | Broadway – Seventh Avenue Line | 27 de outubro de 1904  |                         |             |             |  |
| Atlantic Avenue                           | B (BMT) | Brooklyn  | Fulton Street elevated         | 1916                   | 26 de abril de 1956     |             |             |  |
| Bergen Street                             | B (IND) | Brooklyn  | Culver Line                    | 20 de março de 1933    | 1976                    |             |             |  |
| Broadway                                  | B (IND) | Brooklyn  | Worth Street Line              |                        |                         | none        |             |  |
| Brooklyn Bridge – City Hall               | A (IRT) | Manhattan | Lexington Avenue Line          | 27 de outubro de 1904  |                         |             |             |  |
| Bowery                                    | B (BMT) | Manhattan | Nassau Street Line             | 4 de agosto de 1913    | 2004                    |             |             |  |
| Bowling Green                             | A (IRT) | Manhattan | Lexington Avenue Line          | 10 de julho de 1905    | 13 de fevereiro de 1977 |             |             |  |
| Canal Street                              | B (BMT) | Manhattan | Nassau Street Line             | 4 de agosto de 1913    | 2004                    |             |             |  |
| Chambers Street                           | B (BMT) | Manhattan | Nassau Street Line             | 4 de agosto de 1913    |                         |             |             |  |
| City Hall                                 | B (BMT) | Manhattan | Broadway Line                  | 5 de janeiro de 1918   |                         | none        |             |  |
| DeKalb Avenue                             | B (BMT) | Brooklyn  | Fourth Avenue Line             | 22 de junho de 1915    | 1960                    |             |             |  |
| East 180th Street                         | A (IRT) | Bronx     | Dyre Avenue Line               | 15 de maio de 1941     |                         |             |             |  |
| East Broadway                             | B (IND) | Manhattan | Worth Street Line              | 9 de abril de 1936     |                         | none        |             |  |
| Essex Street                              | B (BMT) | Manhattan | Nassau Street Line             | 16 de setembro de 1908 | 1948                    |             |             |  |
| Hoyt–Schermerhorn Streets                 | B (IND) | Brooklyn  | Fulton Street Line             | 9 de abril de 1936     | março de 1981           |             |             |  |
| Lexington Avenue – 63rd Street            | B (BMT) | Manhattan | 63rd Street Line               | 29 de outubro de 1989  |                         | none        |             |  |
| Mets – Willets Point                      | A (IRT) | Queens    | Flushing Line                  | 7 de maio de 1922      |                         |             |             |  |
| Myrtle Avenue                             | B (BMT) | Brooklyn  | Myrtle Avenue Line             | 25 de junho de 1888    | 4 de outubro de 1969    |             |             |  |
| Nevins Street                             | A (IRT) | Brooklyn  | Eastern Parkway Line           | 1 de maio de 1908      |                         | none        |             |  |
| Jackson Heights – Roosevelt Avenue        | B (IND) | Queens    | Queens Boulevard Line          | 19 de agosto de 1933   |                         | none        |             |  |
| Utica Avenue                              | B (IND) | Brooklyn  | Fulton Street Line             | 9 de abril de 1936     |                         | none        |             |  |
| Van Cortlandt Park – 242nd Street         | A (IRT) | Bronx     | Broadway – Seventh Avenue Line | 1 de agosto de 1908    |                         |             |             |  |
| Wakefield – 241st Street                  | A (IRT) | Bronx     | White Plains Road Line         | 13 de dezembro de 1920 |                         |             |             |  |
| Woodlawn                                  | A (IRT) | Bronx     | Jerome Avenue Line             | 15 de abril de 1918    |                         |             |             |  |

## Estações demolidas
Estas estações foram demolidas, com pouca ou nenhuma infra-estrutura existente.
| Estações         | Divisão | Linha     | Bairro                         | Aberta               | Fechada                | Comentários |  |
| ---------------- | ------- | --------- | ------------------------------ | -------------------- | ---------------------- | ----------- |  |
| Cortlandt Street | A (IRT) | Manhattan | Broadway – Seventh Avenue Line | 1 de julho de 1918   | 11 de setembro de 2001 |             |  |
| Dean Street      | B (BMT) | Brooklyn  | Franklin Avenue Line           | 15 de agosto de 1896 | 10 de setembro de 1995 |             |  |
| Flatlands Avenue | B (BML) | Brooklyn  | Canarsie Line                  | Século XIX           | Século XX              |             |  |
| Avenue L         | B (BML) | Brooklyn  | Canarsie Line                  | Século XIX           | Século XX              |             |  |